# Feira (Santa Maria da Feira)
A Freguesia da Feira é uma antiga freguesia portuguesa do Município de Santa Maria da Feira, com 8,40 km² de área e 12 511 habitantes (2011), e, por isso, uma densidade populacional de 1 489,4 hab/km². Engloba a cidade de Santa Maria da Feira.
Foi extinta (agregada) pela reorganização administrativa de 2012/2013, sendo o seu território integrado na União das Freguesias de Santa Maria da Feira, Travanca, Sanfins e Espargo.

## População
| Número de habitantes residentes | Número de habitantes residentes | Número de habitantes residentes | Número de habitantes residentes | Número de habitantes residentes | Número de habitantes residentes | Número de habitantes residentes | Número de habitantes residentes | Número de habitantes residentes | Número de habitantes residentes | Número de habitantes residentes | Número de habitantes residentes | Número de habitantes residentes | Número de habitantes residentes | Número de habitantes residentes |
| ------------------------------- | ------------------------------- | ------------------------------- | ------------------------------- | ------------------------------- | ------------------------------- | ------------------------------- | ------------------------------- | ------------------------------- | ------------------------------- | ------------------------------- | ------------------------------- | ------------------------------- | ------------------------------- | ------------------------------- |
| 1864                            | 1878                            | 1890                            | 1900                            | 1911                            | 1920                            | 1930                            | 1940                            | 1950                            | 1960                            | 1970                            | 1981                            | 1991                            | 2001                            | 2011                            |
| 2 098                           | 2 230                           | 2 397                           | 2 650                           | 2 878                           | 2 699                           | 2 942                           | 3 436                           | 3 780                           | 4 220                           | 5 193                           | 5 966                           | 8 231                           | 11 040                          | 12 511                          |

| Distribuição da População por Grupos etários | Distribuição da População por Grupos etários | Distribuição da População por Grupos etários | Distribuição da População por Grupos etários | Distribuição da População por Grupos etários | Distribuição da População por Grupos etários | Distribuição da População por Grupos etários | Distribuição da População por Grupos etários | Distribuição da População por Grupos etários | Distribuição da População por Grupos etários |
| -------------------------------------------- | -------------------------------------------- | -------------------------------------------- | -------------------------------------------- | -------------------------------------------- | -------------------------------------------- | -------------------------------------------- | -------------------------------------------- | -------------------------------------------- | -------------------------------------------- |
| Ano                                          | 0-14 Anos                                    | 15-24 Anos                                   | 25-64 Anos                                   | > 65 Anos                                    |                                              | 0-14 Anos                                    | 15-24 Anos                                   | 25-64 Anos                                   | > 65 Anos                                    |
| 2001                                         | 2146                                         | 1615                                         | 6298                                         | 981                                          |                                              | 19,4%                                        | 14,6%                                        | 57,0%                                        | 8,9%                                         |
| 2011                                         | 2098                                         | 1446                                         | 7486                                         | 1481                                         |                                              | 16,8%                                        | 11,6%                                        | 59,8%                                        | 11,8%                                        |

## Património
- Castelo da Feira ou Castelo de Santa Maria da Feira
- Conjunto constituído pela Igreja da Misericórdia de Santa Maria da Feira e dependências anexas, escadarias e chafariz
- Conjunto do Convento dos Lóios incluindo a Igreja e a escadaria monumental
- Centro Histórico de Santa Maria da Feira
- Igreja dos Passionistas
- Capelas de Nossa Senhora da Piedade, Nossa Senhora de Campos, Santo André e Nossa Senhora da Saúde, Nossa Senhora da Encarnação e Todos os Santos.
- Mercado Municipal de Santa Maria da Feira
- Quinta do Castelo
- Quinta das Ribas
- Quinta do Reboleiro
- Casa do Conde Ferreira
- Solar dos Condes de Fijó / Órfeão
- Solar / Academia de Música
- Palacetes, Quintas e Casas antigas

## Festividades
Anualmente, no Verão, realiza-se a Viagem Medieval em Terra de Santa Maria que proporciona actividades e espectáculos diversos recreativos da Idade Média, atraíndo milhares de pessoas a Santa Maria da Feira.
A 20 de Janeiro é feriado em todo o concelho, celebrando-se a Festa das Fogaceiras.

## Clubes

### Futebol
- Clube Desportivo Feirense

### Hóquei em Patins

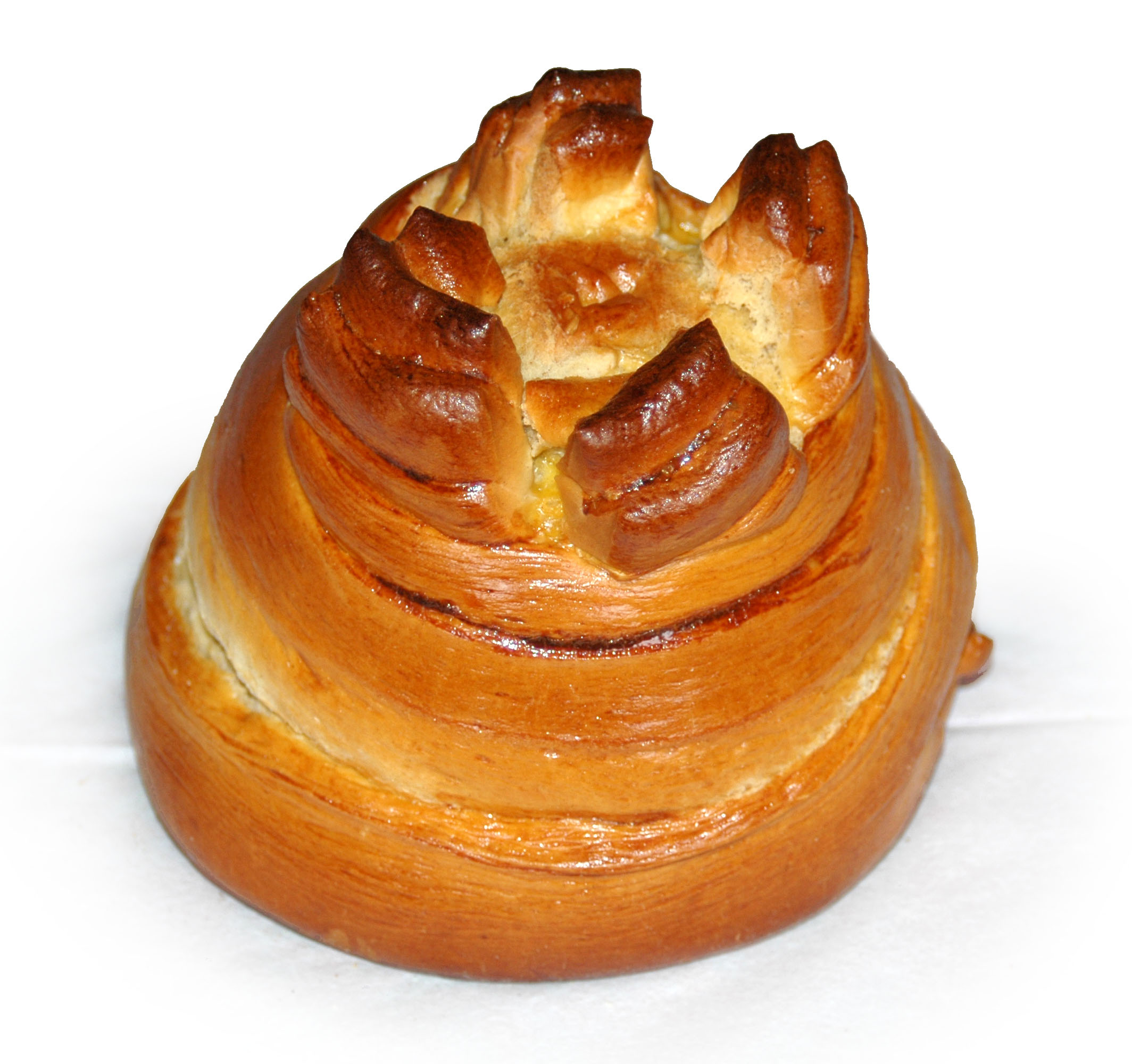
Fogaça - pão doce típico da região.

- Clube Académico da Feira